# Farofa Carioca

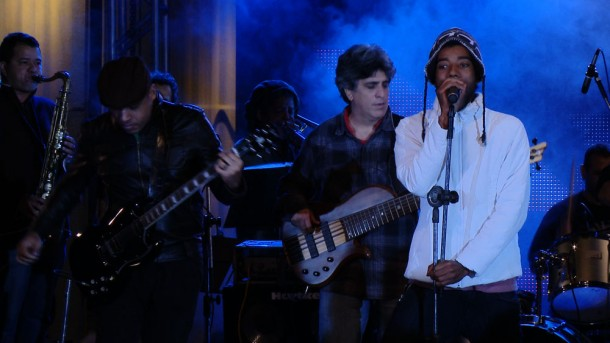
Farofa Carioca, 2012

Farofa Carioca est un groupe brésilien de samba/pop/funk fondé au milieu des années 1990 par l'artiste Seu Jorge (qui a notamment joué dans le film Cidade de deus, La Cité de Dieu).

## Histoire
Le style unique du groupe lui permet d'enregistrer en 1998 leur unique album Moro no Brasil sous le label Polygram. Peu de temps après, Seu Jorge quitte le groupe pour continuer sa carrière solo. Dès lors, le groupe perd un peu de sa notoriété et ne connaîtra pas d'autres succès mais ils continueront à collaborer à plusieurs reprises avec Seu Jorge.
Actuellement, Farofa Carioca continue à donner des concerts à travers tout le brésil.

## Membres du groupe
- Seu Jorge (parti en 1999, remplacé par Mario Broder) - Chant
- Caesar Barbosa - Guitare
- Carlos Moura - Basse
- Wellington Coehlo - Percussions
- Kim Pereira - Batterie
- Levi Chaves - Saxophone
- Bubu - Trompette
- Sérgio Granha - Baixo
- Sandro Márcio - Percussions
- Valmir Ribeiro - Cavaquinho (sorte de petite guitare)
- Bertrand Doussain- flûte